# 32 Avenue of the Americas

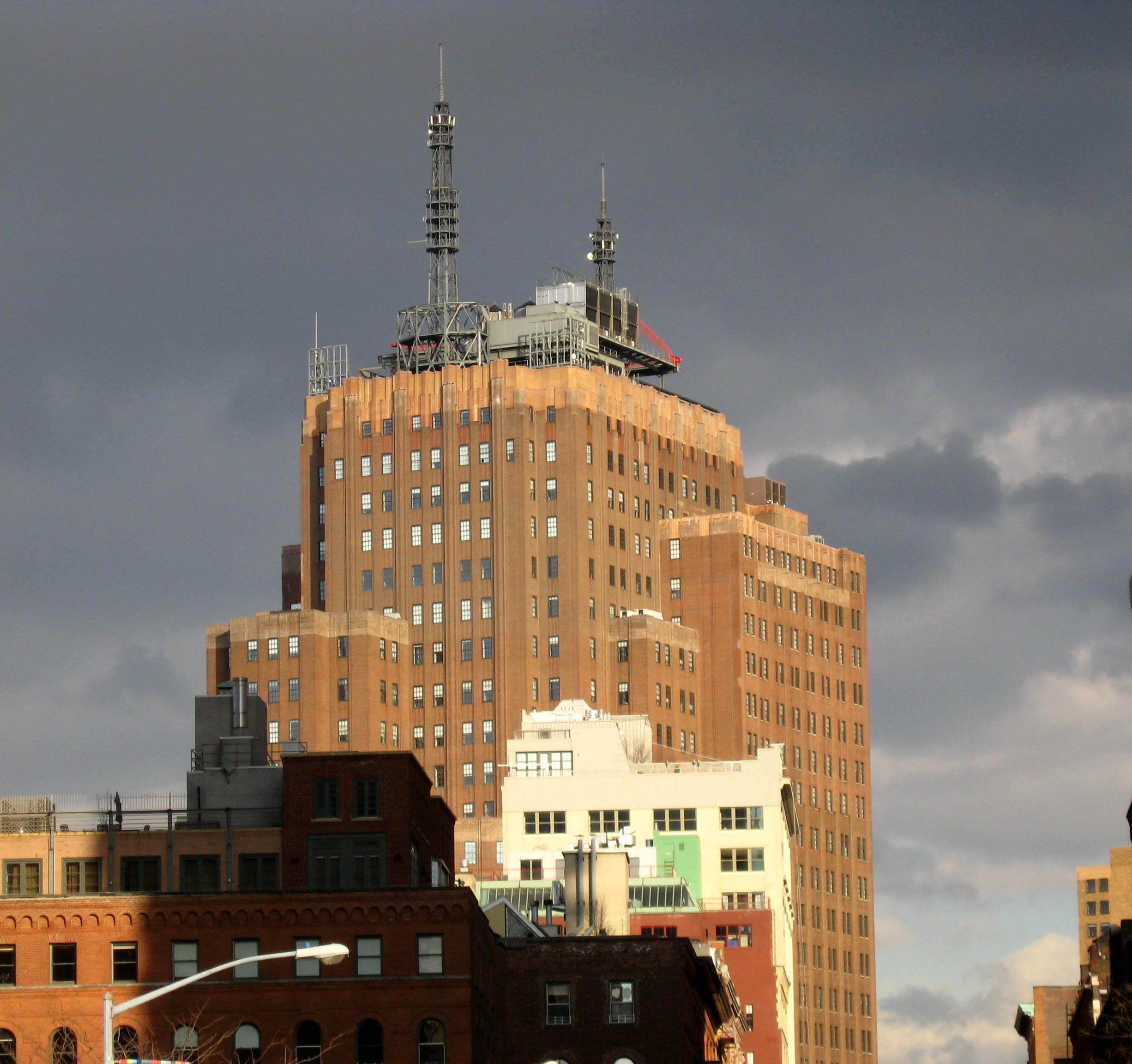

O 32 Avenue of the Americas é um prédio localizado no bairro Tribeca na cidade de Nova York. Foi completado em 1932. O edifício atinge uma altura de 549 pés (167,3 m), até suas torres gêmeas. Ele está localizado pela intersecção de Walker Street, Lispenard, Rua da Igreja e da Avenida das Américas.
A estrutura é atualmente o 369º edifício mais alto em Nova York e o 3.956 mais alto do mundo.. A torre foi projetada pelo escritório de arquitetura de Voorhees, Gmelin e Walker, e contém 1.150 mil pés quadrados (107.000 m²) de espaço de escritório. É gerido pela Companhia de capital fechado Gestão Rudin.
Atualmente o prédio é ocupado por diversas empresas de todo o mundo, como a TV Globo Internacional, Qwest, T-Mobile e muitas outras.

## Ver Também
- Nova York
- A Revolta de Atlas
- Arranha Céu
- Howard Roark